# Tombolo (település)
Tombolo (velenceiül Tónboło) település Olaszországban, Veneto régióban, Padova megyében. Lakosainak száma 8132 fő (2023. január 1.). Tombolo Cittadella, San Giorgio in Bosco, San Martino di Lupari, Villa del Conte és Galliera Veneta községekkel határos.

## Népesség
A település lakossága az elmúlt években az alábbi módon változott:
| Lakosok száma | 8381 | 8390 | 8132 |
|               | 2017 | 2018 | 2023 |